# Генадий Гусаров
Генадий Гусаров (на руски: Геннадий Гусаров) е съветски футболист и треньор.

## Кариера
Започва да играе в младежкия отбор на ЦСКА Москва. Играейки за Торпедо Москва, Гусаров завършва Московския авиационен институт през 1962 г. За Торпедо има 123 мача и 68 гола.
След уволнението на треньора на Торпедо Виктор Маслов, и западането на този отбор, през 1963 г. Гусаров преминава в Динамо Москва. На новата си позиция, той бързо става плеймейкър на отбора. В средата на 1960-те години на миналия век, заедно с Владимир Дудко и Валери Маслов оформя стабилна халфова линия.
Завършва кариерата си като играч на Динамо Барнаул, играейки там от 1969 г. до 1971 г.

## Отличия

### Отборни
Торпедо Москва
- Съветска Висша лига: 1960
- Купа на СССР по футбол: 1960

Динамо Москва
- Съветска Висша лига: 1963
- Купа на СССР по футбол: 1967